# George Frederick McKay
George Frederick McKay   (Harrington, 11 de juny de 1899 - 4 d'octubre de 1970) va ser un compositor, educador musical i director d'orquestra estatunidenc. És el segon fill de Frederick Harrison McKay i Ila Diantha Pangborn i el germà gran de Francis Howard McKay, que també fou compositor.

## Biografia
McKay va néixer a l'Amèrica rural, a l'estat de Washington. Aviat es van traslladar a una ciutat més gran anomenada Spokane i allà va anar a l'escola primària i secundària. Al principi semblava que McKay es dirigia a una carrera com a comptable; va assistir a la Universitat Estatal de Washington; més tard, els seus estudis es van orientar cap a la música sota la direcció de Carl Paige Wood. Per avançar en la música, McKay va anar a estudiar a "l'Eastman School of Music" de Rochester. Allà el van ensenyar dos professors escandinaus: Christian Sinding i Selim Palmgren. Des de Sinding es va interessar per la música popular original; van romandre amics tota la vida. Palmgren va nominar la sonata per a violí de McKay al Premi Pulitzer. Quan McKay estudiava a Eastman, Howard Hanson acabava d'assumir el càrrec de líder general i defensor de la música clàssica moderna contemporània. Després de llicenciar-se, Hanson el va tornar a trucar unes quantes vegades més per dirigir-lo perquè interpretés aquella música moderna (el propi Hanson era bastant conservador en el seu estil). Ja en el seu temps de Seattle, McKay va experimentar amb estructures semblants al jazz en la seva pròpia música.
Ell mateix va començar a ensenyar als remots estats de Carolina del Nord, Dakota del Sud i Missouri. El 1927, McKay va tornar a la Universitat de Washington, ara com a professor. Va fundar la facultat de composició. Va dirigir l'institut i va proporcionar un impuls de 40 anys en la composició, l'ensenyament i la direcció, especialment a la zona de Seattle. Les seves composicions van arribar a tots els Estats Units i van acabar en reconeguts estands musicals de l'Orquestra Simfònica de Boston, l'Orquestra Filharmònica de Los Angeles i la Simfònica de Seattle estigui o no sota la seva pròpia direcció. El 1952 McKay va rebre l'encàrrec de la "Seattle Symphony" pel seu centenari aniversari; el resultat va ser la seva única simfonia amb subtítols Evocation Symphony i Symphony per a Seattle.
Entre els seus estudiants hi va haver William Bolcom, John Cage, Goddard Lieberson i Earl Robinson, alguns dels quals han guanyat diversos premis. Durant tot aquest temps, encara hi va haver temps per fer conferències a diverses zones dels Estats Units.
Les seves pròpies preferències eren fenòmens típics de la costa oest, com ara marxes al carrer de grups d'espectacles, sales de ball honky-tonk. Per tant, McKay era un talentós pianista. Durant els seus primers dies va haver de fer front a temps convulsos; La gran depressió dels anys trenta i l'automatització que es va posar en marxa. Potser és precisament per això que sempre va tornar a la música folk nord-americana i, en particular, al seu entorn de treball/vida. Cal fer una comparació amb Heitor Villa-Lobos, Carlos Chávez, William Grant Still, Antonín Dvořák i Béla Bartók.
McKay va escriure en tot tipus de gèneres diferents, des d'aquella simfonia fins a la música de ball moderna fins a melodies d'òpera lleugera; també va compondre música per a nens. Fins i tot després de la seva jubilació va continuar component. També ha escrit articles i llibres sobre música com ara "Creative Orchestration", "The Technique of Modern Harmony" i "Creative Harmony".
Sovint dirigia la seva pròpia obra, igual que Hanson. Va actuar amb la Seattle Symphony i la CBC Orchestra Vancouver.